# Gheorghe Gheorghiu-Dej
Gheorghe Gheorghiu-Dej (Bârlad, 8 de novembro de 1901 - Bucareste, 19 de março de 1965) foi um político comunista e dirigente romeno. Exerceu o cargo de secretário geral do Partido Comunista Romeno de 1944 até sua morte; Primeiro-ministro da Romênia de 1952 até 1955 e Presidente da República de 1961 a 1965.

## Biografia
Nasceu na cidade de Bârlad (1901) em uma família muito pobre. Seu pai era um trabalhador braçal. Cursou apenas a educação mais básica, pois a pobreza de sua família o levou a abandonar a escola aos 11 anos. Devido a sua pouca idade e ausência de formação profissional, vivia de trabalhos sazonais, até firmar-se como eletricista. Ao trabalhar numa fábrica em Comănești, uniu-se ao sindicato e participou da greve geral romena de 1920, durante a qual foi demitido. Um ano depois, foi contratado como eletricista na Companhia de Tramway Galati, de onde foi demitido por organizar protestos por melhores salários e contra o turno de trabalho de 9 horas. Foi posteriormente contratado para trabalhar nas oficinas da Companhia Ferroviária Romena em Galati.
Com a Grande Depressão, o padrão de vida que já era baixo decaiu ainda mais, o que fez Gheorgiu-Dej tornar-se ainda mais ativo politicamente, filiando-se ao Partido Comunista Romeno e tornando-se responsável em organizar agitações nas oficinas da Companhia Ferroviária Romena na Moldávia. Em agosto de 1931, Gheorghiu foi acusado de ser um agitador comunista e recebeu como punição a transferência para a cidade de Dej, localizada na Transilvânia, onde continuou com atividades sindicais. Em fevereiro de 1932, o sindicato apresentou à companhia ferroviária uma petição exigindo melhores condições de trabalho e salários melhores. Como resposta, a companhia ferroviária fechou a oficina em Dej e demitiu todos os trabalhadores, incluindo Gheorghiu, que foi proibido de ser contratado em outras oficinas ferroviárias na Romênia.

### Ativismo político
Foi nesta época que Gheorghiu recebeu o codinome de Gheorghiu-Dej, dado pela polícia secreta romena, a Siguranța, para diferenciá-lo de outros ativistas sindicais chamados Gheorghiu. A demissão da oficina da ferrovia tornou Gheorghiu ainda mais ativo na organização de sindicatos, fazendo com que coordenasse ações em Iasi, Pascani e Galati.
Na noite de 14 para 15 de julho de 1932, foi preso por colar cartazes subversivos nos muros e postes em Giulesti, sendo levado à prisão de Văcărești. Sua defesa foi realizada pelo advogado Iosif Schraier, que conseguiu a sua liberdade ao mencionar que os cartazes eram relacionados às eleições gerais da Romênia de 1932. Em 3 de outubro deste mesmo ano, foi preso novamente ao final de uma plenária de trabalhadores em Iasi, acusado de ter agredido o comissário de polícia local. Posteriormente foi libertado quando esta acusação mostrou-se totalmente falsa.
Em janeiro de 1933, o governo da Romênia anunciou medidas de austeridade, dentre elas, redução de salários. Esta atitude levou à radicalização dos trabalhadores. Gheorghiu-Dej , junto com o presidente do sindicato, Constantin Doncea, liderou os trabalhadores de Bucareste a maior greve já realizada na Romênia, que se tornou conhecida como Greve Geral de Grivita. com o fracasso das negociações e temendo uma outra greve geral, o governo declarou estado de sítio em Bucareste e em outras cidades.

### Os anos na prisão
Gheorghiu-Dej foi sentenciado à prisão neste mesmo ano por um tribunal militar, cumprindo pena na Prisão de Doftana. Em 1936, foi eleito para o Comitê Central do partido, tornando-se líder dos membros do partido que encontravam-se aprisionados. Estes eram denominados de facção da prisão, para diferenciar dos exilados, denominados de facção moscovita.
Sendo um ativista conhecido e respeitado dentro da prisão, foi transferido para o campo de concentração de Târgu Jiu durante o governo fascista de Ion Antonescu. Consegue escapar em agosto de 1944, poucos dias antes da queda do regime, tornando-se secretário geral após a ocupação soviética, porém só viria a consolidar seu poder em 1952, quando expulsou Ana Pauker, líder não-oficial do partido desde o final da guerra, e sua facção moscovita do poder.
Durante a prisão, Gheorghiu-Dej encontrou Nicolae Ceauşescu. Eles foram presos após um evento organizado pelo partido comunista, do qual ambos eram membros. Foi na prisão que Gheorghe-Dej apresentou as teorias e princípios do marxismo-leninismo a Ceauşescu, tornando-o muito próximo após a saída de Gheorghiu-Dej da prisão.

## Os anos de poder

### Sob diretivas soviéticas
Em 30 de dezembro de 1947, Gheorghiu-Dej e o primeiro-ministro Petru Groza levaram o rei  Miguel I a abdicar. Anos depois, o primeiro secretário do Partido do Trabalho da Albânia, Enver Hoxha alegou que Gheorghiu-Dej apontou uma arma para o rei e ameaçou matá-lo caso não renunciasse ao trono. Horas depois, a legislatura, totalmente dominada pelos comunistas devido aos resultados das eleições gerais de 1946, aboliu a monarquia de declarou a Romênia uma república popular.
A influência soviética, governada por Josef Stalin, favoreceu Gheorghiu-Dej, visto como um líder local com fortes princípios marxistas-leninistas. a influência econômica de Moscou foi reforçada pela criação de companhias Sov-Rom, as quais direcionavam o comércio exterior da Romênia para países aliados da URSS.
Até a morte de Stalin, e mesmo depois, Gheorghiu-Dej não alterou as políticas repressivas, como as obras que utilizavam prisioneiros no Canal Danúbio-Mar Negro). Sob às ordens de Gheorghiu-Dej, a Romênia implementou uma massiva coletivização das áreas rurais. Em 1946, ocorreu o assassinato de Ștefan Foriș e em 1948, a prisão de Lucrețiu Pătrășcanu; ambos foram seus rivais dentro da liderança do partido. Também ocorreu o expurgo de outras lideranças como Ana Paulker e seus aliados Vasile Luca e Teohari Georgescu.

### Governo

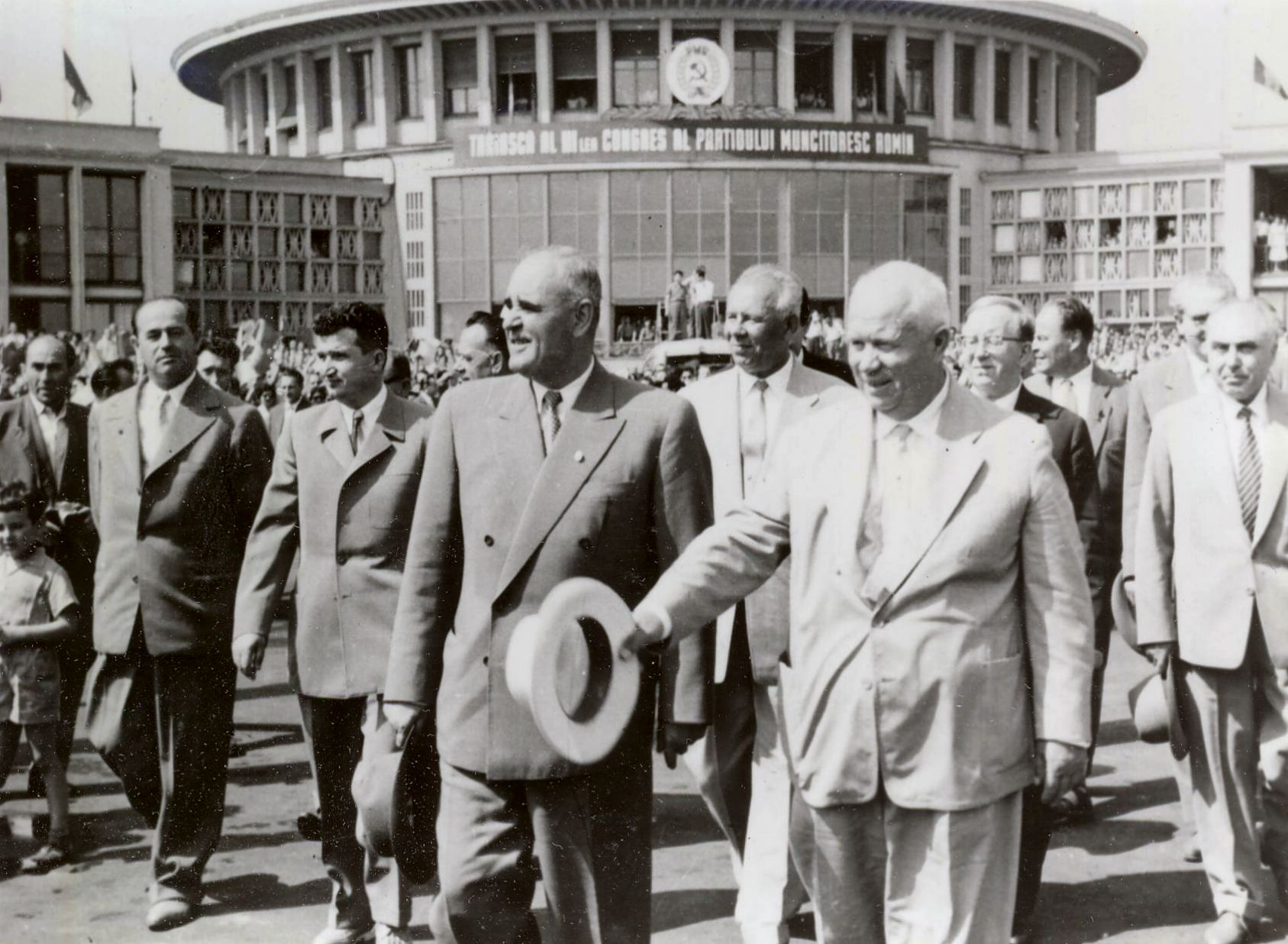
Gheorghiu-Dej com Nikita Khrushchev no Aeroporto Băneasa em Bucareste em junho de 1960. Nicolae Ceauşescu está à direita de Gheorghiu-Dej.

Os primeiros cinco anos de regime comunista na Romênia foram um período de liderança coletiva, com Petru Groza permanecendo como primeiro-ministro. No entanto, em 1952, Groza deixou o cargo e tornou-se presidente da Grande Assembleia Nacional, permitindo que Gheorghiu-Dej se tornasse primeiro-ministro, além de líder partidário.
Gheorghiu-Dej deixou brevemente a primeira secretaria do Partido Comunista em 1954 para Gheorghe Apostol, mantendo o cargo de primeiro-ministro. No entanto, ele ainda era o atual líder da Romênia, e reconquistou a liderança do partido em 1955. Em 1961, ele se tornou presidente do recém-criado Conselho de Estado da Romênia, fazendo dele de jure chefe de Estado.
O processo de desestalinização de Nikita Khruschev levou Gheorghiu-Dej a uma política econômica e externa semiautônoma da Romênia dentro do Pacto de Varsóvia e do Comecon no final dos anos 1950, iniciando a criação de uma notável indústria pesada na Romênia, ação que foi contra as direções soviéticas para o Bloco Oriental como um todo (por exemplo, a nova usina siderúrgica de larga escala em Galați]], que dependia de ferro importado da Índia e da Austrália) . Ironicamente, a Romênia sob Gheorghiu-Dej era considerada uma das mais leais entre os satélites soviéticos e, portanto, há uma tendência a esquecer "quem primeiro estabeleceu o padrão de abertura da política externa e 'liberalidade' juntamente com a repressão doméstica".
Seguiu-se então a dissolução das Sov-Roms, juntamente com a diminuição de empreendimentos culturais em conjunto de soviéticos e romenos. Em 1958, o Exército Vermelho retirou suas últimas tropas da Romênia, sendo esta uma conquista pessoal de Gheorghiu-Dej.

### Interação com o Ocidente
Nos primeiros anos do governo de Gheorghiu-Dej, as relações da Romênia com o Ocidente estavam tensas, marcadas por acusações de espionagem dos Estados Unidos. Havia também baixos níveis de comércio entre a Romênia e o Ocidente, à medida que a Romênia se ligava à União Soviética e às outras nações satélites; em 1950, o plano econômico da Romênia envolveu 89% do comércio exclusivamente com o Bloco Soviético.

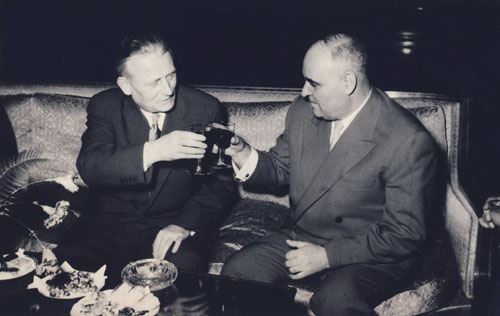
Gheorghiu-Dej brinda com Antonín Novotný, Presidente da Tchecoslováquia

Posteriormente, entretanto, a disposição da Romênia de negociar com o Ocidente tornou-se mais aparente. Por exemplo, em 1952, foi publicada a primeira edição do periódico "Comércio Exterior da Romênia", que oferecia oportunidades para comerciantes ocidentais comprarem produtos romenos como petróleo e grãos. As publicações ocidentais também reconheceram o potencial da Romênia para vender seus produtos no mercado mundial; um artigo no The Times de 23 de agosto de 1953, citou: " A Romênia poderia, por exemplo, obter preços mais altos no mercado mundial porque é forçada a exportar para a Rússia, incluindo alimentos, em troca de maquinário e ajuda." Como Gheorghiu-Dej percebera, se a Romênia pudesse negociar mais com o Ocidente, o padrão de vida aumentaria.
A partir de 1953, o Ocidente gradualmente relaxou seus controles de exportação, que limitavam os produtos que os EUA, a Grã-Bretanha e a França podiam exportar para a [Europa Oriental]. Gheorghiu-Dej, ansioso por estabelecer uma interação entre a Romênia e o Ocidente, relaxou as restrições de viagem aos diplomatas ocidentais em Bucareste e permitiu que os jornalistas ocidentais tivessem mais acesso à Romênia. No início de 1954, a Romênia também fez um apelo à Grã-Bretanha por ter conversas para resolver as reivindicações pendentes da Romênia, com as quais a Grã-Bretanha concordou em dezembro daquele ano.
A política externa da Romênia em relação ao Ocidente estava intimamente ligada à sua política em relação à União Soviética. A Romênia só poderia desenvolver negociações se afirmasse sua independência em relação à União Soviética. Gheorghiu-Dej percebeu isso e, assim, enfatizou a soberania da Romênia. No Segundo Congresso do Partido, aberto em 23 de dezembro de 1955, Gheorghiu-Dej fez um discurso de cinco horas no qual enfatizou a ideia do comunismo nacional e do direito da Romênia de seguir seus próprios interesses em vez de ser forçado a seguir os outros. Em uma tentativa de aumentar o diálogo entre a Romênia e o Ocidente, em 1956, Gheorghiu-Dej instruiu o novo embaixador dos EUA a se reunir com o Secretário de Estado John Foster Dulles e depois com  Presidente Dwight D. Eisenhower. Como resultado dessas reuniões, o Departamento de Estado dos EUA expressou interesse em aumentar a interação entre as duas nações, incluindo a possibilidade de criação de uma biblioteca em Bucareste.
Porém, a interação da Romênia com o Ocidente diminuiu temporariamente com a Revolução Húngara de 1956 e a resposta violenta da União Soviética à revolta. Ainda assim, Gheorghiu-Dej continuou a fortalecer a sua independência em relação à União Soviética. Por exemplo, as escolas romenas abandonaram o requisito da língua russa. E, obviamente, a Romênia endossou a Declaração de Moscou de 1957, que afirmava que "os países socialistas baseiam suas relações nos princípios da completa igualdade, respeito à integridade territorial, independência e soberania do Estado e não-interferência nos assuntos uns dos outros. Defendem a expansão geral das relações econômicas e culturais com todos os outros países ... ". Essas declarações coincidiram com as alegações de Gheorghiu-Dej de soberania e independência nacional.
De fato, em 1957, a Romênia aumentou substancialmente seu comércio com o Ocidente; nesse ano, o comércio com o Ocidente aumentou para 25% do comércio total da Romênia. No início dos anos 1960, a Romênia sob Gheorghiu-Dej era mais industrializada e produtiva. Após a Segunda Guerra Mundial, 80% da população trabalhava na agricultura, mas em 1963, apenas 65%. E apesar da diminuição das mãos trabalhando na terra, a produtividade agrícola na verdade aumentou. Além disso, o Gheorghiu-Dej havia iniciado com sucesso uma forte mudança no comércio para o Ocidente, separando-o ainda mais da União Soviética. A Romênia importou grande parte de seus equipamentos industriais da Alemanha Ocidental, Grã-Bretanha e França. Esse padrão comercial seguiu o plano econômico de Gheorghiu-Dej, no qual ele deixou claro para a Grã-Bretanha e França em 1960, quando enviou seu chefe de inteligência estrangeira a Paris e Londres, para esclarecer o desejo da Romênia de interagir com o Ocidente e ignorar as ordens do Comecon.
Em 1964, a Gheorghiu-Dej fez um acordo comercial com os EUA que permitia à Romênia comprar produtos industriais deles. O acordo veio como resultado das reclamações das empresas dos EUA de que estavam perdendo dinheiro para a Europa Ocidental. Durante sua presidência, o presidente John F. Kennedy, preocupado com as perdas desses negócios, usou seus poderes para aumentar o comércio entre os EUA e a Europa Oriental, uma política que o presidente Lyndon Johnson também seguiu.
Assim, Gheorghiu-Dej aumentou muito o comércio com o Ocidente, tornando a Romênia o primeiro país do Bloco Soviético a negociar com o Ocidente de forma totalmente independente. Através de sua política de soberania nacional, Gheorghiu-Dej aumentou a popularidade da Romênia no Ocidente; as publicações nacionais dos EUA afastaram-se dos relatos, no início dos anos 50, dos abusos e opressão dos direitos humanos, para os artigos comentando a forma como a Romênia deixava de ser apenas um satélite soviético. No início dos anos 1960, o The Times também relatou com frequência os crescentes laços econômicos da Romênia com o Ocidente. Os esforços bem-sucedidos de Gheorghiu-Dej para expandir as relações exteriores da Romênia, especialmente com países do Ocidente, ficaram evidentes em seu funeral de março de 1965, ao qual compareceram 33 delegações estrangeiras. As políticas de Gheorghiu-Dej prepararam o terreno para que seu sucessor, Nicolae Ceaușescu, levasse o novo curso da Romênia ainda mais longe.

### Morte e legado

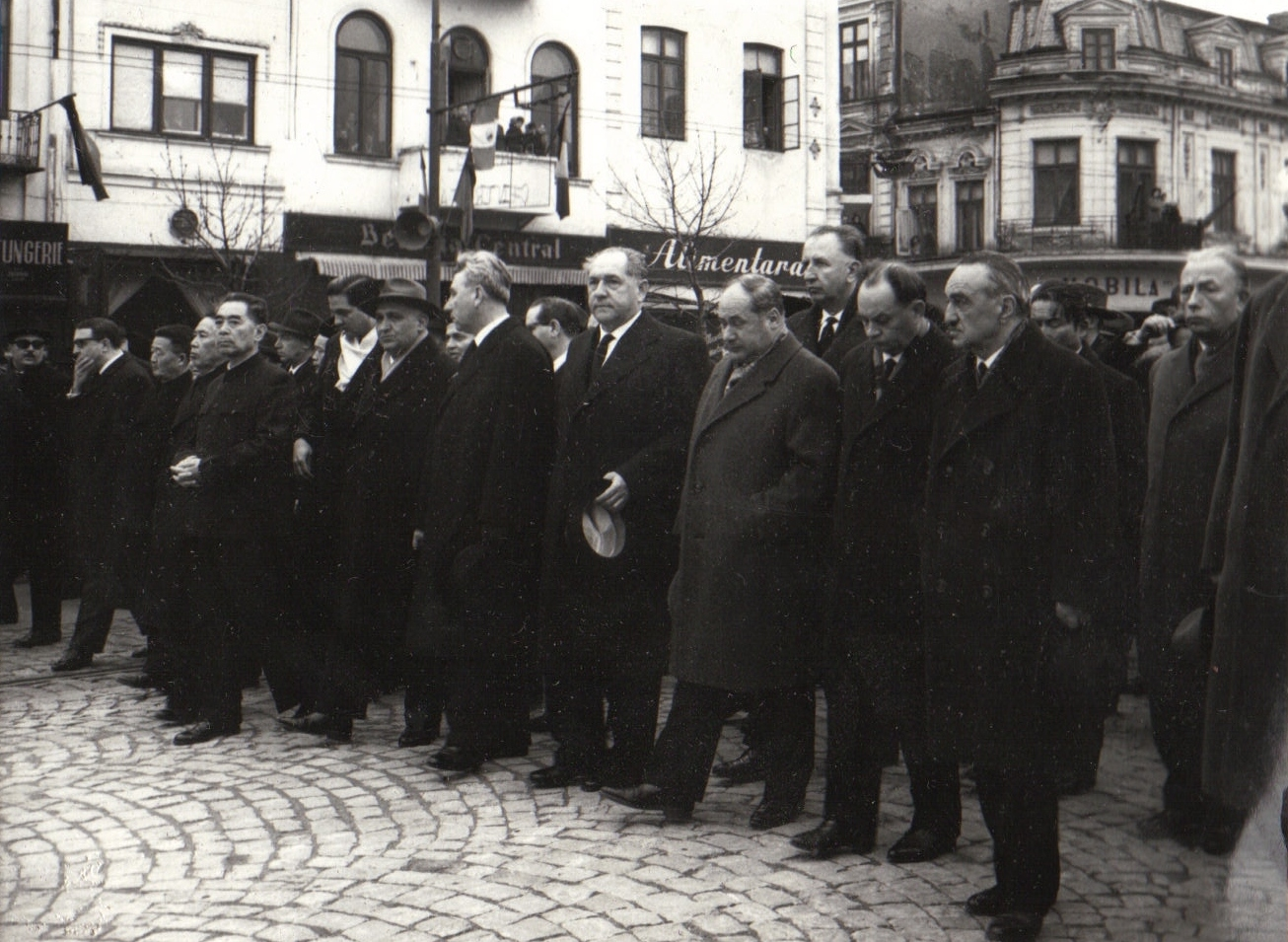
Funeral de Gheorghiu-Dej

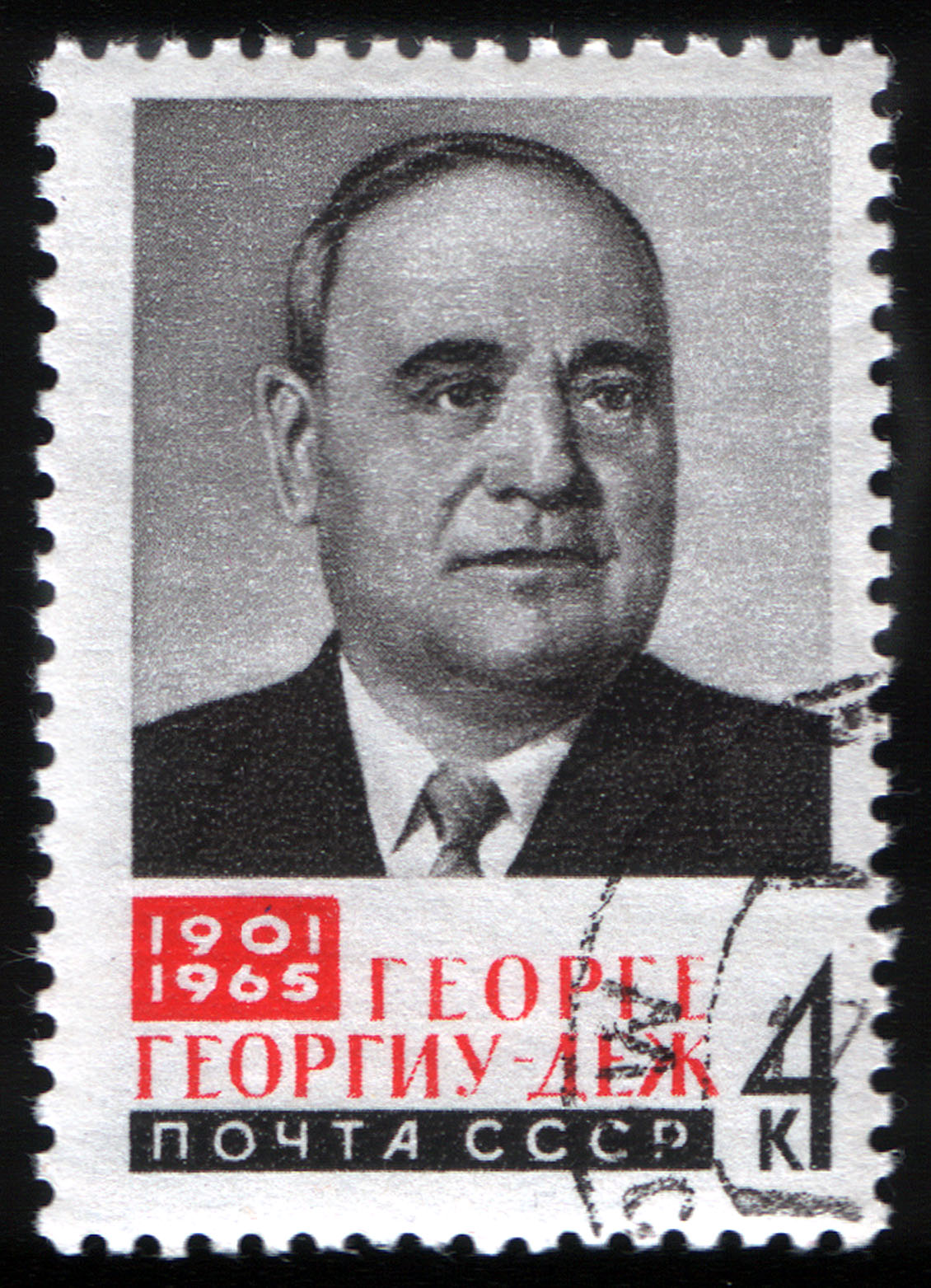
Selo soviético apresentando Gheorghiu-Dej

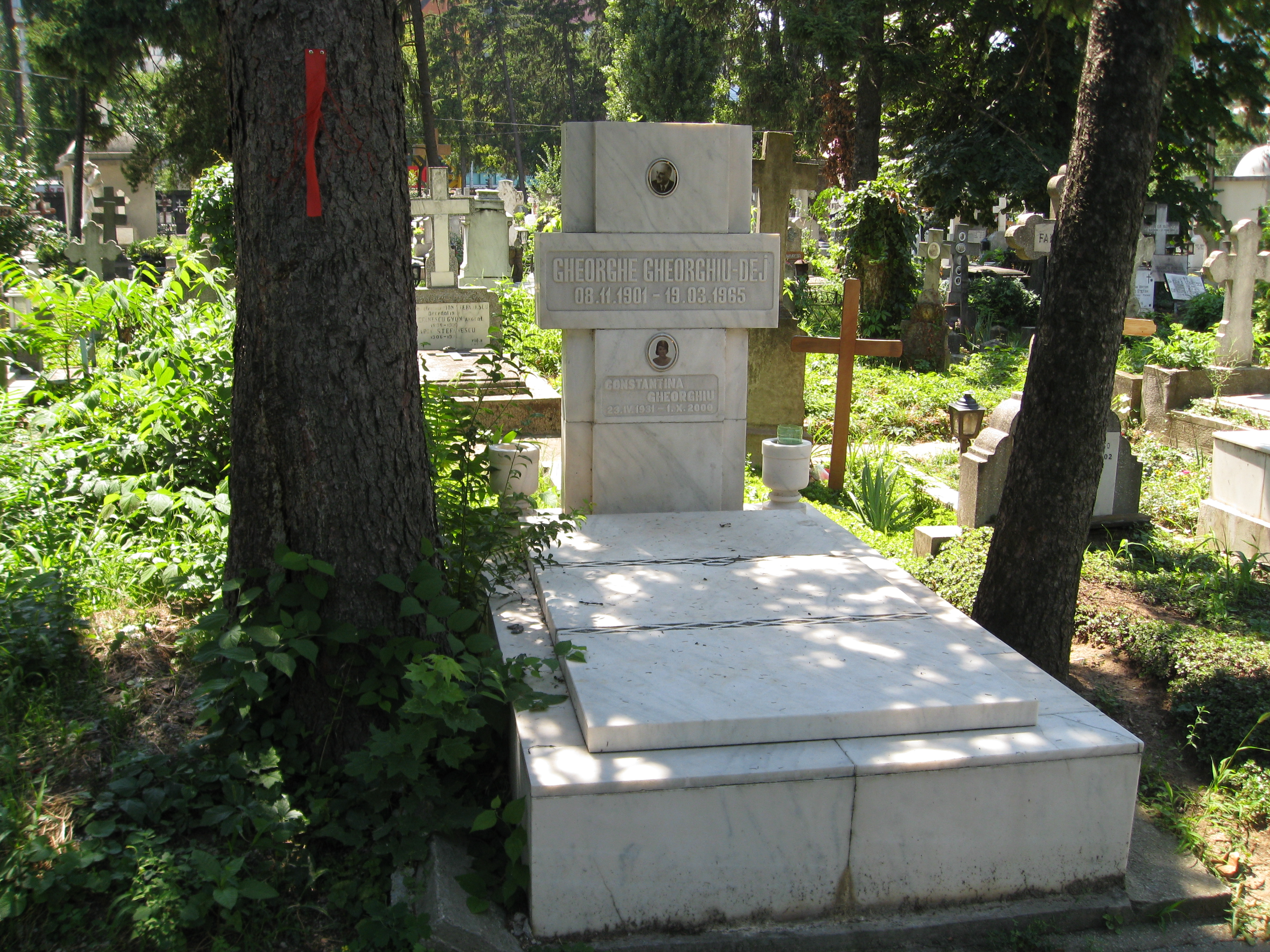
Lápide de Gheorghiu-Dej no Cemitério Bellu em Bucareste

Gheorghiu-Dej morreu de câncer de pulmão em Bucareste em 19 de março de 1965. Gheorghe Apostol afirmou que o próprio Gheorghiu-Dej o designou como líder partidário. Mas o primeiro-ministro Ion Gheorghe Maurer, que havia desenvolvido hostilidade em relação a ele, assegurou que Apostol fosse impedido de tomar o poder, mobilizando a liderança do partido ao protegido de Gheorghiu-Dej, Nicolae Ceaușescu. O chefe da Securitate, Ion Mihai Pacepa, que desertou para os Estados Unidos em 1978, escreveu que Ceaușescu teria dito a ele: "Sei de dez líderes internacionais que o Kremlin matou ou tentou matar, Gheorghiu-Dej estava entre eles."

Gheorghiu-Dej foi enterrado em um mausoléu no Parcul Libertății (atual Parcul Carol) em Bucareste. Em 1991, após a Revolução Romena, seu corpo foi exumado e enterrado no Cemitério Bellu. O Instituto Politécnico de Bucareste, renomeado para Instituto Politécnico "Gheorghe Gheorghiu-Dej" Bucareste em sua homenagem, é agora conhecido como a Universidade Politécnica de Bucareste. A cidade de Onești foi uma vez chamada Gheorghe-Gheorghiu Dej. Além disso, a cidade russa de Liski foi, de 1965 a 1990, chamada Georgiu-Dezh em sua homenagem.
Gheorghiu-Dej era casado com Maria Alexe e eles tiveram duas filhas: Vasilica (1928–1987) e Constantina (1931-2000).